# CityCenter Las Vegas

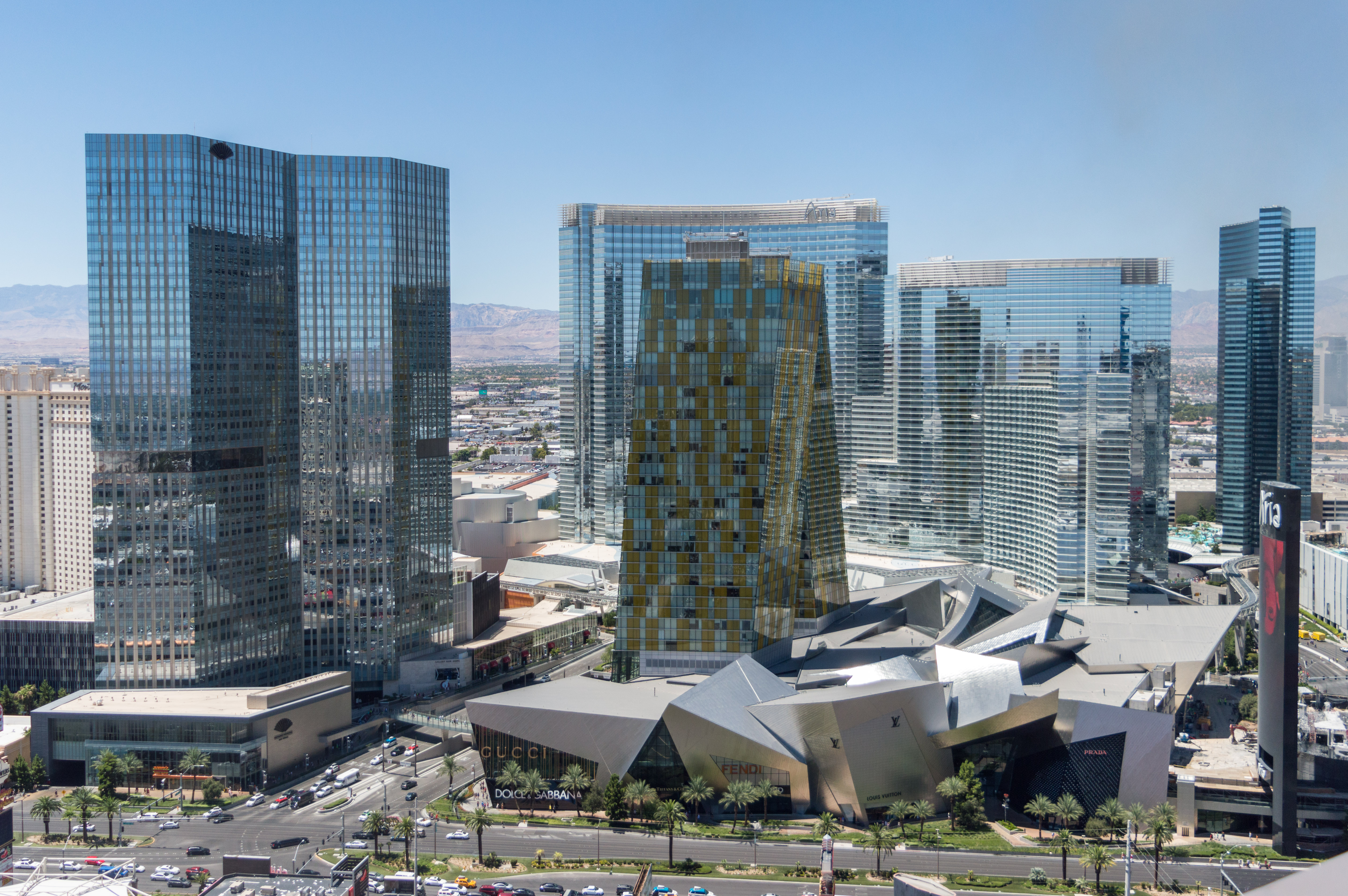
Il complesso di edifici del CityCenter.

CityCenter (conosciuto anche come CityCenter Las Vegas) è uno spazio destinato ad uso misto, esteso su 1.560.500 m²; occupa 31 ettari, lungo la Las Vegas Strip in Paradise Nevada. Il progetto iniziò ad opera della MGM Resorts International; ben presto il Dubai World diventò uno dei principali partner durante la realizzazione del progetto. Si classifica come il più esteso complesso di edilizia finanziato privatamente degli Stati Uniti.
Il progetto è connesso da un sistema di people mover. A partire dal 2015, il marchio "CityCenter" è stato ritirato, venendo sostituito con il marchio Aria, comel'"Aria Express" (ex "CityCenter tram") e "Aria Art Collection" (precedentemente "CityCenter Art Collection").

## Disegno generale
L'edificio si trova a cavallo della Harmon Avenue e confina con (indicato in senso orario, a partire dal lato est): Las Vegas Boulevard, il Monte Carlo Resort, I-15, il Bellagio, e The Cosmopolitan Resort & Casino. Il sito era precedentemente occupato dal Boardwalk Hotel and Casino, il parcheggio del Bellagio e diverse strutture commerciali autonome.
Il progetto City Center, annunciato il 9 novembre 2004, è stato progettato da Ehrenkrantz, Eckstut & Kuhn Architects, che aveva intenzione di realizzare circa 2.400 condomini e unità condominio-hotel e circa 4.800 camere d'albergo, distribuite all'interno di varie torri, situate intorno al The Crystals, un centro commerciale molto raffinato. Venne progettato affinché i residenti potessero avere tutto il necessario per la vita di tutti i giorni. Il progetto multi-uso fa ampio uso di tecnologie verdi, come l'utilizzo di acqua bonificata ed una centrale elettrica in loco. Il Mandarin Oriental, l'Aria e Vdara hanno ricevuto la certificazione LEED nel novembre 2009.
Con un costo stimato di 9,2 miliardi di dollari, CityCenter è il più grande progetto interamente finanziato da privati. Il costo originale del progetto era stimato in 4 miliardi di dollari, ma fu incrementato a seguito di aumenti del costo di costruzione e di alcuni cambiamenti nel progetto. CityCenter iniziò con circa 12.000 dipendenti, stanziati in vari progetti.  Vdara, Aria, Mandarin Oriental, e The Crystals aprirono nel dicembre 2009, le Veer Towers solo nel luglio 2010.
CityCenter dispone di cinque giochi d'acqua e di ghiaccio. Questi sono stati progettati da WET design, la società responsabile della costruzione della fontana di Bellagio e del vulcano Mirage.

## Costruzione
La Perini Building Company era la contraente principale del progetto, con la Tishman Construction Corporation responsabile delle operazioni di management. Gensler fu l'architetto esecutivo del progetto. Il progetto fu costruito in tre blocchi: il blocco A consisteva nell'Aria Resort and Casino e accessori laterali; il Blocco B comprendeva il Vdara; e il blocco C le strutture del Mandarin, Veer, Crystals e Harmon.
L'ultimo edificio a venir demolito fu il Boardwalk Casinò, imploso il 9 maggio 2006. Dopo che la maggior parte della processo di progettazione fu completato, la costruzione iniziò senza una cerimonia ufficiale nel giugno 2006. La prima gettata avvenne in data 26 giugno 2006; prima di questa data tutti i lavori comprendevano la preparazione del sito, dei servizi ed altre infrastrutture. La costruzione di varie parti del sito sono state seguite dal programma televisivo Megacostruzioni nell'episodio intitolato CityCenter, Las Vegas.

### Incidenti
Si registranono sei morti durante i lavori.

### Costruzione della galleria

#### Modelli

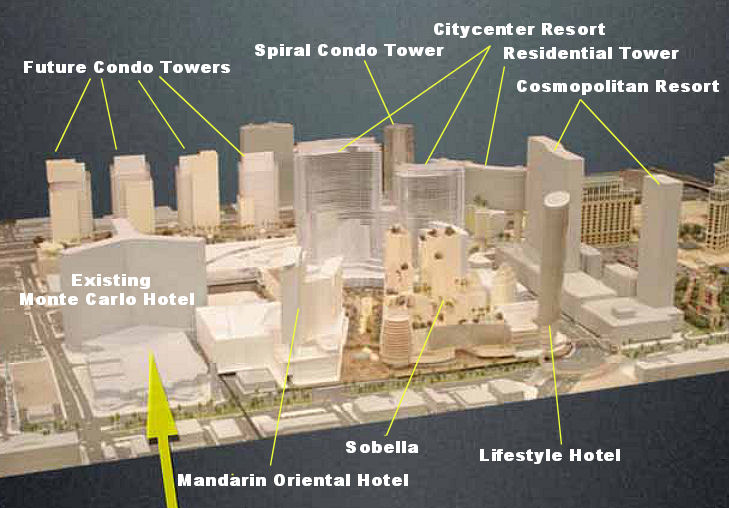
Various sections of Citycenter, September 2005

## Dispute
All'inizio del 2009, Dubai World citò in giudizio il suo partner di joint venture MGM Resorts Internationa per violazione del contratto e, quindi, decise di non dar corso al suo pagamento di US $ 200 milioni nel finanziamento, necessari per mantenere il progetto in fase di realizzazione. Il 17 aprile 2009, MGM Resorts International e Dubai World si accordarono per portare a termine insieme il completamento del CityCenter.

## Edifici di maggior rilievo
| Nome                 | Immagine | Altezza           | Piani | Stanze d'albergo | Condomini | Certificazione LEED | Note |
| -------------------- | -------- | ----------------- | ----- | ---------------- | --------- | --- | --- |
| Aria Resort & Casino |          | 600 piedi (180 m) | 61    | 4 004            | 0         | Gold | The Aria Resort & Casino è la struttura centrale del CityCenter. Il Casino ha una superficie di 150 000 ft² (14 000 m²).           |
| Crystals             |          | 30 piedi (10 m)   | 3     | 0                | 0         | Gold | Crystals is CityCenter's è il distretto di vendita e divertimento di500 000 ft² (46 000 m²).                                       |
| Harmon               |          | 442 piedi (138 m) | 27    | 400              | 0         | L'Harmon Hotel doveva essere un boutique hotel di 49 piani, ma venne ridimensionato a 25 piani dopo che vennero scoperti difetti di costruzione. Il 13 novembre 2010, il Las Vegas Review-Journal scrisse che la MGM Resorts International aveva deciso di demolire l'Harmon Hotel a seguito di riscontrati difetti di costruzione. Lo smantellamento della torre iniziò nell'estate del 2014 e venne completato nell'autunno del 2015. | |
| Mandarin Oriental    |          | 539 piedi (164 m) | 56    | 392              | 225       | Gold | Gestito da Mandarin Oriental Hotel Group.                                                                                          |
| Vdara                |          | 578 piedi (176 m) | 57    | 1 495            | 0         | Gold | Vdara è una torre condonini-hotel. Fu il primo degli edific del CityCenter ad essere coperto nel 2008.                             |
| Veer Towers          |          | 480 piedi (150 m) | 37    | 0                | 674       | Gold | Le Veer Towers sono due torri gemelle di 37 piani adibite a condominio e divergenti in opposte direzioni, di 4,6 gradi dal centro. |

## Strutture ausiliarie

### Parcheggi e stazione dei vigile del fuoco

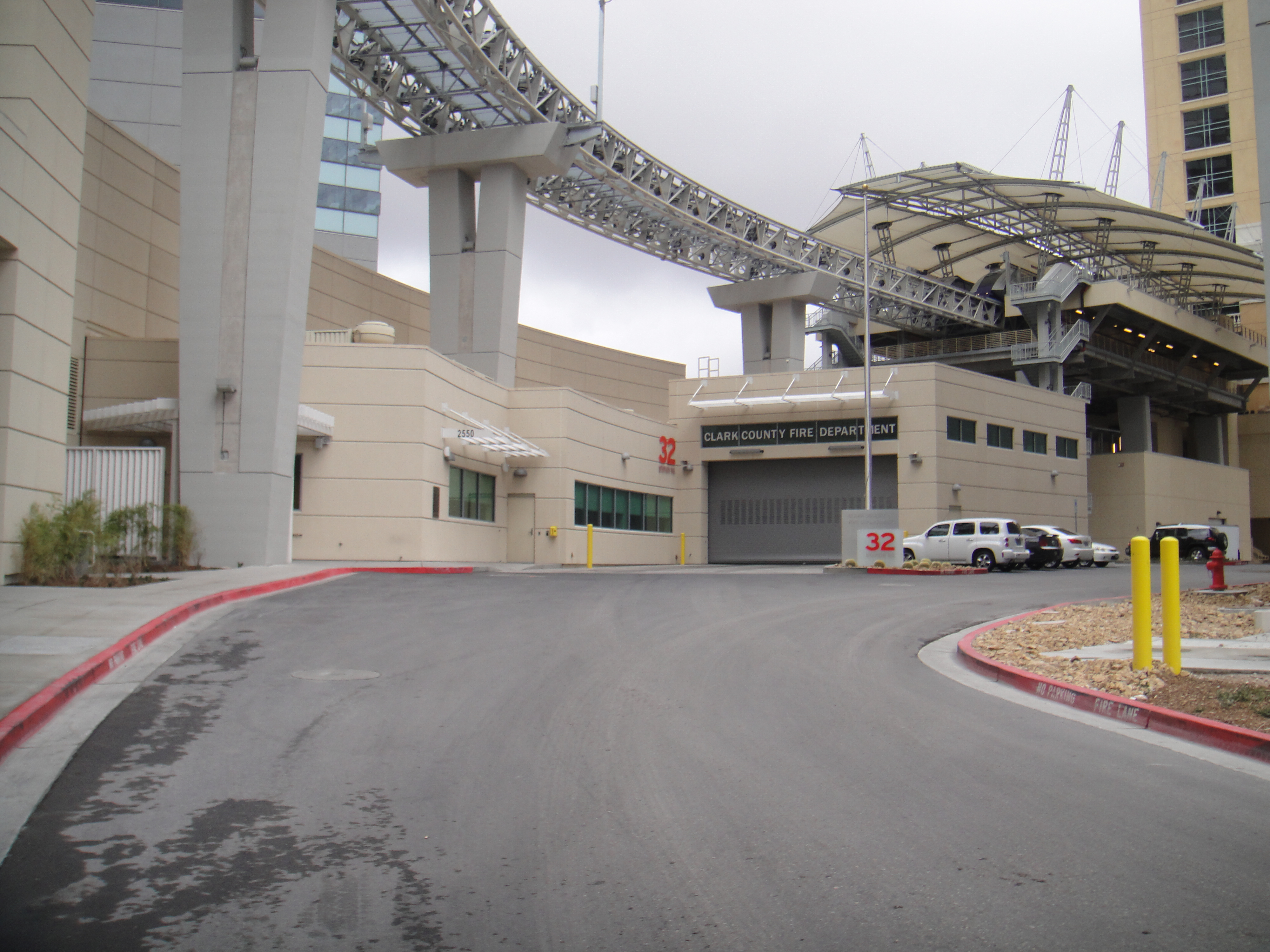
Foto della stazione dei vigili del fuoco

Il progetto include anche 6.900 posti auto e alcune strutture di supporto, come la stazione dei vigili del fuoco al 32 di Clark Country.

### Centrale elettrica
Siemens disegnò e costruì una centrale elettrica da  $ 100 milioni e 9 MW (12 000 hp), per fornire elettricità, refrigerazione e acqua calda al CityCentre.

### Aria Express

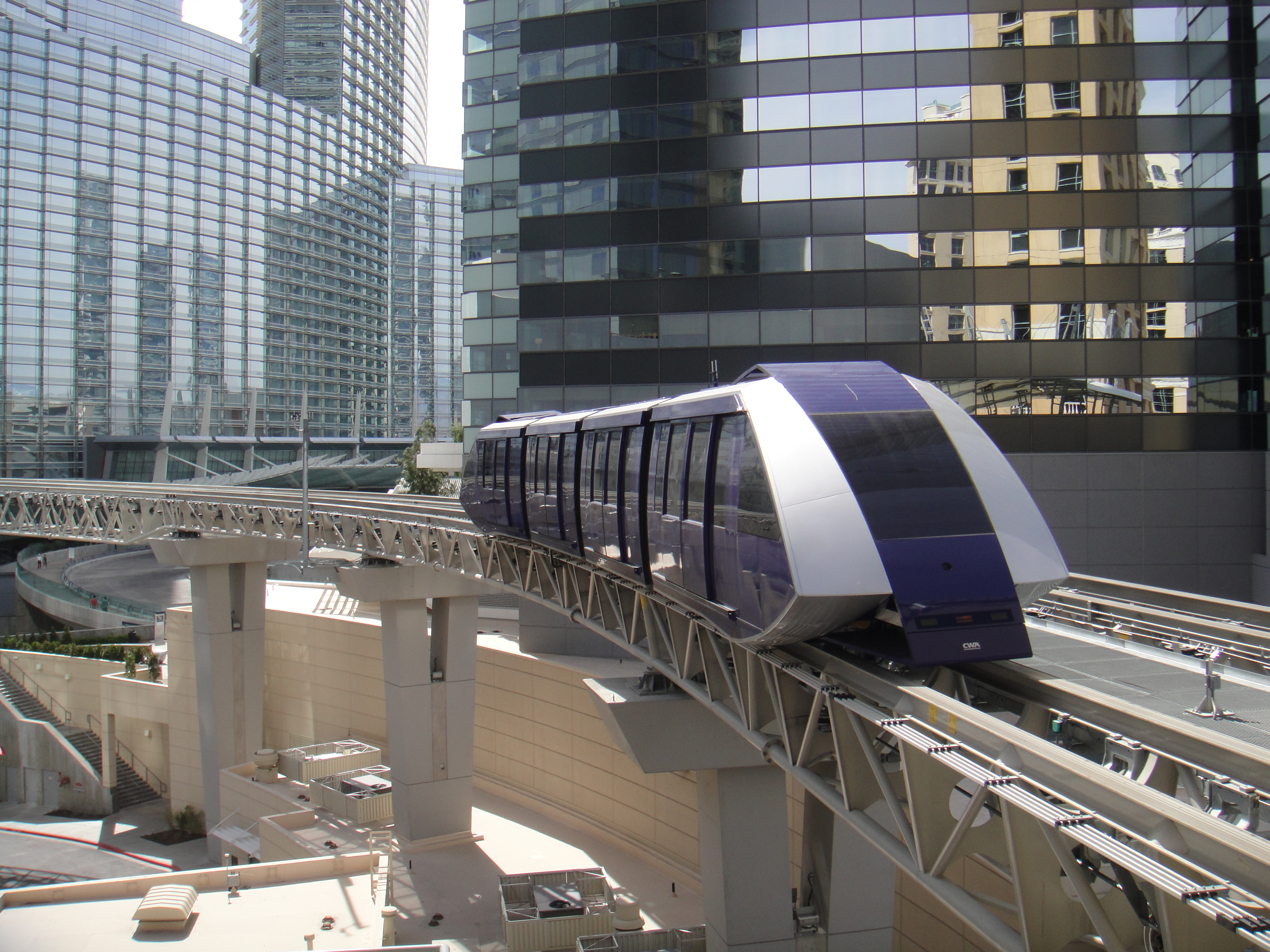
Foto di uno dei due tram che collegano il Monte Carlo e il Bellagio hotel

L'Aria Express (anche conosciuto come CityCenter Tram) è un sistema di trasporto che collega Crystals con il Monte Carlo a sud, fino al Bellagio a nord. Usa un sistema di Cable Liner della DCC Doppelmayr Cable Car (DCC), e ha due tracciati paralleli indipendenti, su ognuno dei quali viaggia un'unità a quattro cabine. I 640 metri di tracciato sopraelevato possono trasportare fino a 3266 passeggeri all'ora in ognuna delle due direzioni. La capacità di carico massima di ogni tram è di 132 passeggeri.

## Collezioni d'arte
CityCenter ha accumulato una delle collezioni d'arte pubbliche più grandi negli Stati Uniti, che ha un valore di oltre 40 milioni di dollari. Inoltre, il Mandarin Oriental ha gallerie aperte al pubblico, che presentano, in rotazione, le collezioni di vari artisti.